# Chico Felipe Cayetano Lopez Martinez y Gonzales
Chico Felipe Cayetano Lopez Martinez y Gonzales, poznatiji samo kao Chico, je izmišljeni Meksikanac u talijanskom pustolovnom-western stripu Zagor. On je nezamjenjiva Zagorova desna ruka. Sam za sebe često tvrdi kako je potomak španjolskih konkvistadora. Iako je velika lijenčina i kukavica, Chico je ujedno i glavni komični lik u stripu, a njegova proždrljivost ga često uvlači u najrazličitije nevolje. Prije nego što je upoznao Zagora, bio je mornar, traper, novinar, tajni agent, vojnik u meksičkoj i pukovnik u američkoj vojsci, tragač za zlatom, Indijanac... Ima brojnu obitelj koja je rasprostranjena diljem Meksika.